# 内埃兰卡赖
内埃兰卡赖（Neelankarai），是印度泰米尔纳德邦Kancheepuram县的一个城镇。总人口15688（2001年）。

## 人口
该地2001年总人口15688人，其中男性8151人，女性7537人；0—6岁人口1795人，其中男854人，女941人；识字率70.21%，其中男性为76.94%，女性为62.93%。